# Áron Nagy Lajos
Áron Nagy Lajos (Budapest, 1913. november 7. – Székesfehérvár, 1987. január 6.) kétszeres Munkácsy Mihály-díjas magyar festő. Főleg tájképeket és portrékat festett poszt-impresszionista stílusban. Képeinek jelentős részét a székesfehérvári Szent István Király Múzeum őrzi.

## Életpályája
1933 és 1938 között a Képzőművészeti Főiskolán tanult; mestere Benkhard Ákos volt. 1938-ban Balló Ede-ösztöndíjjal bejárta Nyugat-Európa több országát. 1939-től Székesfehérvárott élt és rajzpedagógusként dolgozott.

## Főbb művei
- Csongor és Tünde – Középületben álló murális pannó (Vörösmarty Színház, Székesfehérvár)
- Az ezeréves Fehérvár – nagyméretű festmény (Magyar Király Szálló, Székesfehérvár)
- A székesfehérvári vasútállomáson látható freskókat ő festette.

## Díjai, elismerései
- Munkácsy Mihály-díj (1956, 1967)
- Alba Regia-díj (1958)
- Csók István-díj (1965)

## Kiállításai
- Rendszeres résztvevője volt országos tárlatoknak és az Észak-dunántúli Területi Szervezet kiállításainak.
- 1943 és 1955: gyűjteményes kiállítások Budapesten
- 1964: Székesfehérvárott
- Budapesten a Fényes Adolf Teremben (1955), Székesfehérvárott (1959 és 1983 között többször), Győrben (1969), Egerben (1973), Veszprémben (1966, 1976) és Budapesten a Bolgár Kulturális Központban (1980) voltak fontosabb egyéni kiállításai.

## Emlékezete
- Székesfehérvárott tér viseli a nevét
- Székesfehérvárott a történelmi belvárosban, a Basa utca 4-es számú ház falán, melyben lakott, emléktábla őrzi emlékét